# 존드 2호
존드 2호(영어: Zond 2, 러시아어: Зонд-2, 마스 3MV-4A라고도 불린다)는 존드 계획에 속하는 우주 탐사선이다. 존드 2호는 소련의 탐사선 중에서 다섯 번째로 화성 근접통과를 시도한 탐사선이다.
존드 2호의 장비는 전체적으로 마스 1호와 똑같았다. 탐사선은 존드 3호에 사용된 것과 같은 종류의 포토텔레비전 카메라를 실었었고, 카메라 시스템에는 두 개의 자외선 분광기와 화성에서 메테인의 흔적을 찾기 위한 적외선 분광기도 탑재되었다. 또한 탐사선은 여섯 개의 펄스 플라스마 추진기로 자세 제어를 했다. 이 플라스마 추진기들은 존드 2호에 사용된 게 처음이었다. 추진기들은 약 70분 동안 실험되었다.
존드 2호는 1964년 11월 30일 발사되었다. 1965년 5월 초반, 약간의 조정을 하던 중 통신이 끊겼다. 당시 탐사선은 두 개 중 하나의 태양 전지판이 손상되어 전체 전기 중 반 정도로만 가동되던 중이었고, 탐사선은 1965년 8월 6일 화성에서 1,500 km 떨어진 곳을 5.62 km/s의 속도로 지나쳤다.